# La Mothe-aux-Aulnaies
 (décembre 2021).
Si vous disposez d'ouvrages ou d'articles de référence ou si vous connaissez des sites web de qualité traitant du thème abordé ici, merci de compléter l'article en donnant les références utiles à sa vérifiabilité et en les liant à la section « Notes et références ».
La Mothe-aux-Aulnaies est une ancienne commune française rattachée à la commune de Charny (aujourd'hui Charny Orée de Puisaye).

## Histoire
Cette commune bordée par la rivière l'Ouanne a son nom qui a fluctué au fil du temps : « Motte » ou « Mothe », « Ainets » ou « Aulnais » ou « Aulnaies ». À l'origine, cette commune se nommait l'Aulnaie (ou les Aulnaies).
La Mothe-aux-Aulnaies a été créée après qu'un seigneur a fait construire un château posé sur une éminence artificielle entouré de murs et de fossés.
La commune a été rattachée à la commune de Charny le 1er mars 1943 ce qui a causé sa disparition.

## Patrimoine
- Une église détruite après l'effondrement du clocher au début des années 1940. Elle a totalement disparue. Elle avait pour longueur de vaisseau : 13,80 mètres, pour largeur générale : 7,20 mètres et comme hauteur de la voûte : 7,30 mètres. Elle a abrité le tombeau de Pierre de Crèvecœur, seigneur de la commune au début du XVIe siècle. Sa pierre tombale ainsi que celle de son épouse Catherine de Villiers est visible à l'église de Charny tout comme le portail ogival du XIIIe siècle installé à la fin des années 1940 et la cloche « orpheline » de 60 cm de diamètre posé dans le campanile de l'église construit en 1948. De plus, une statue de pierre peinte de la Vierge à l'Enfant du XIVe siècle se situe aussi à l'église de Charny.
- Une ancienne usine électrique et son barrage
- Une passerelle qui traverse l'Ouanne

## Galerie

Anciennes photographies de La Mothe-aux-Aulnaies
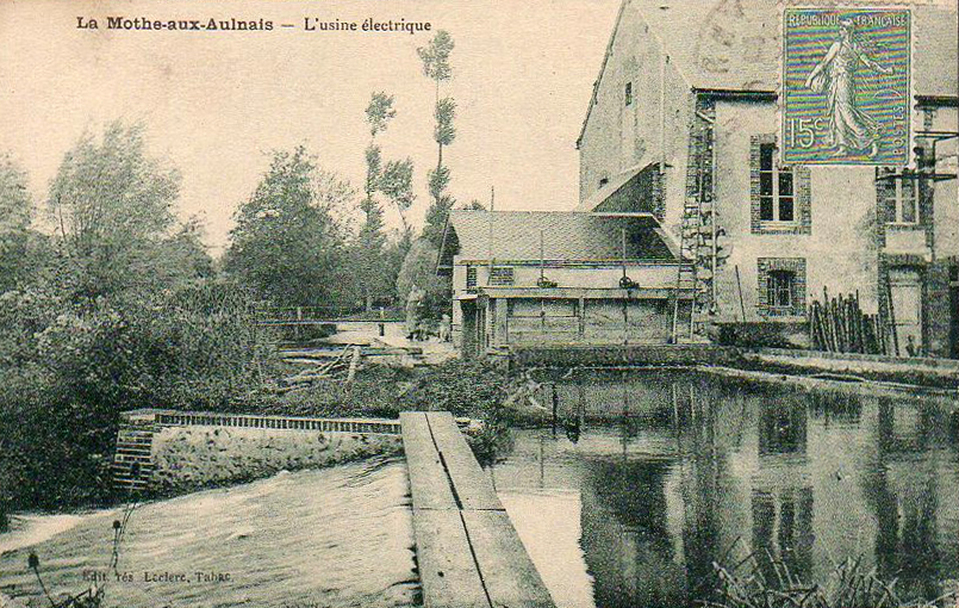
L'usine électrique.
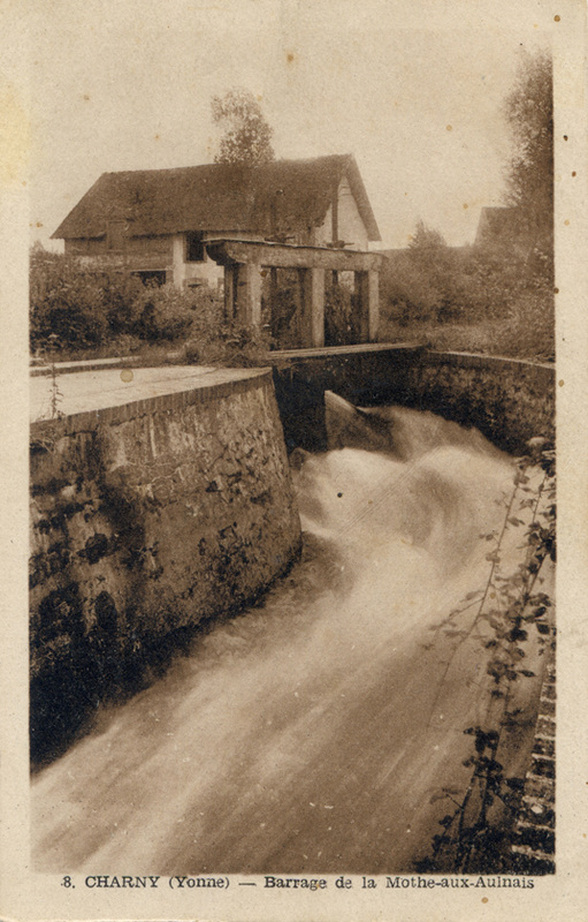
Le barrage.

## Anecdotes
En 1857, Napoléon III a décerné à trois habitants de la commune la médaille de Sainte-Hélène (décernée aux 400 000 survivants des campagnes du Premier Empire). Ce sont Jean Millot, Nicolas Chapuis et Claude Valette qui ont été décorés.
Deux habitants sont morts pendant la Grande Guerre : Jean Baptiste Gruet et Henri (ou Henry) Pierre Rousseau, mort des suites de ses blessures de guerre.
Un habitant est mort durant la Seconde Guerre mondiale : Raoul Rousseau (fils de Henri Pierre Rousseau et de Marie Franchis).

## Démographie
| 1793 | 1800 | 1806 | 1821 | 1831 | 1836 | 1851 | 1861 | 1872 |
| ---- | ---- | ---- | ---- | ---- | ---- | ---- | ---- | ---- |
| 102  | 119  | 87   | 96   | 84   | 96   | 92   | 87   | 87   |

| 1876 | 1881 | 1886 | 1891 | 1896 | 1901 | 1906 | 1911 | 1921 |
| ---- | ---- | ---- | ---- | ---- | ---- | ---- | ---- | ---- |
| 81   | 74   | 79   | 73   | 75   | 72   | 64   | 65   | 50   |

| 1926 | 1931 | 1936 | - | - | - | - | - | - |
| ---- | ---- | ---- | - | - | - | - | - | - |
| 49   | 64   | 64   | - | - | - | - | - | - |